# Estola annulata
Estola annulata är en skalbaggsart som först beskrevs av Fabricius 1801.  Estola annulata ingår i släktet Estola och familjen långhorningar. Inga underarter finns listade i Catalogue of Life.